# スカルピン (SS-191)
スカルピン (USS Sculpin, SS-191) は、アメリカ海軍の潜水艦。サーゴ級潜水艦の一隻。艦名はカサゴ目カジカ科を中心とした魚の総称スカルピンに因む。なお、戦没の翌年にテンチ級潜水艦37番艦として2代目(SS-494)が計画されたが、終戦により未着工に終わり、戦没から18年後にスキップジャック級原子力潜水艦4番艦としてようやく2隻目のスカルピン (SSN-590)が就役している。

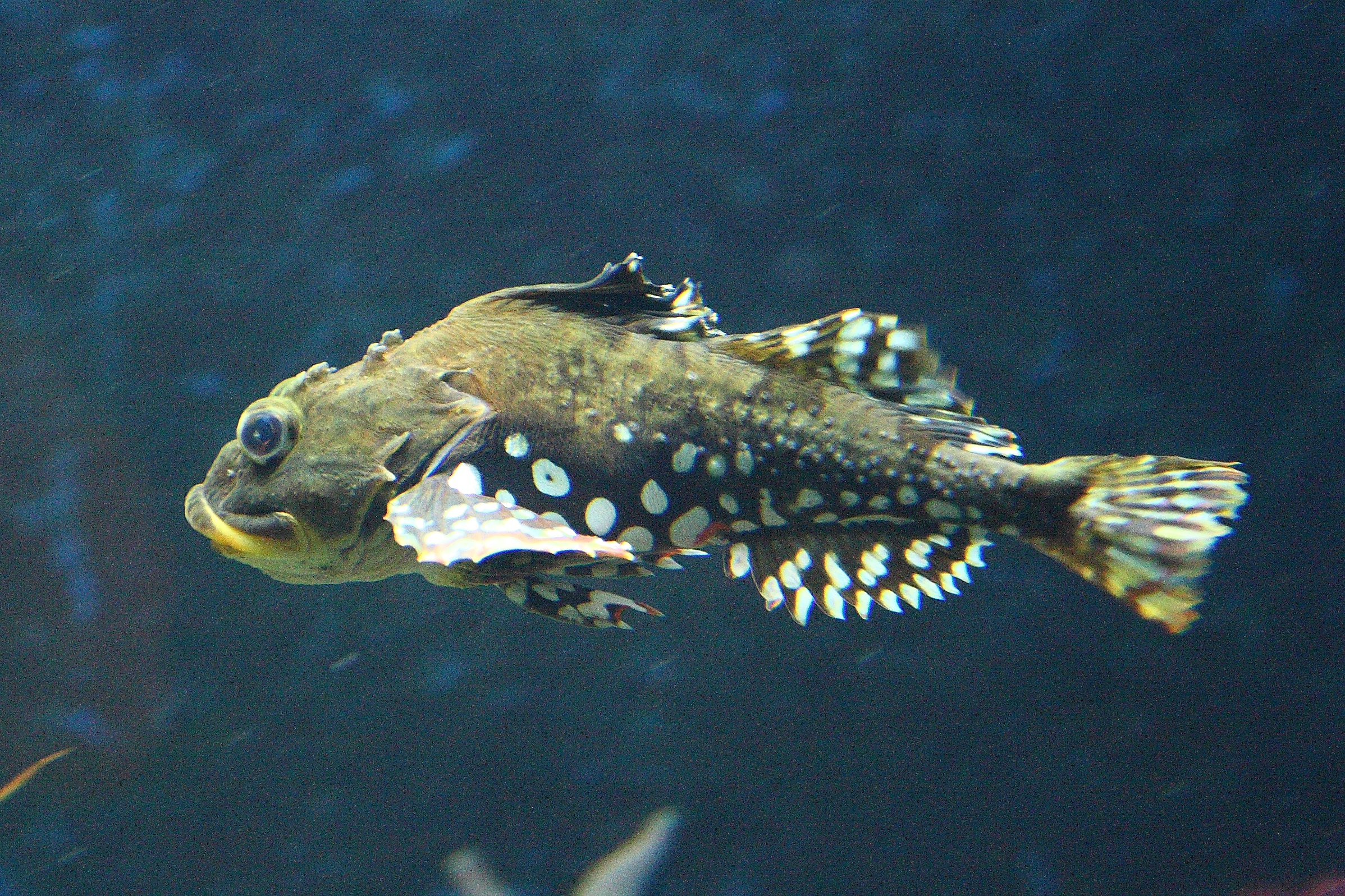
ショートホーン・スカルピン（Shorthorn sculpin）

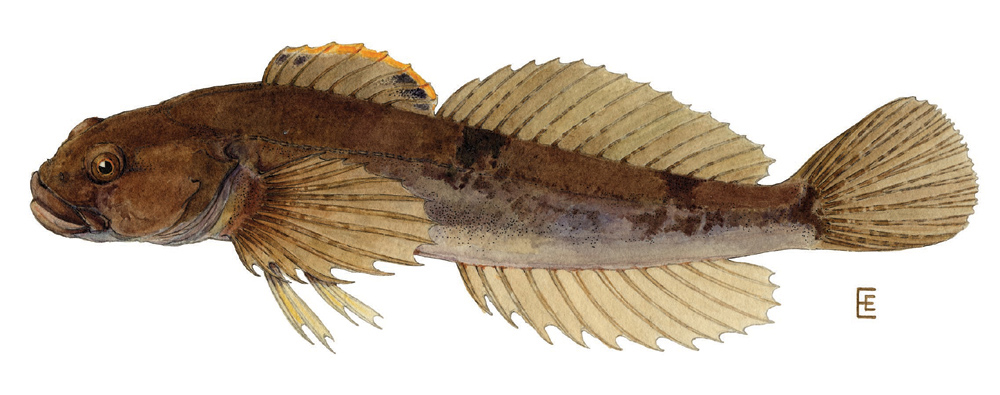
スライミー・スカルピン（Slimy sculpin）

## 艦歴
スカルピンは1937年9月7日にメイン州キタリーのポーツマス海軍造船所で起工した。1938年7月27日にJ・R・デフリース夫人によって命名、進水し、1939年1月16日に艦長ウォーレン・D・ウィルキン少佐の指揮下就役する。

### 開戦まで
整調巡航中の1939年5月23日、スカルピンは沈没したスコーラス (USS Squalus, SS-192) 探索任務に派遣された。スコーラスからの赤い発煙弾およびブイを観測したスカルピンは、最初は音声で、続いて船体を叩いてモールス信号を使っての通信を確立した。スコーラスは両方の機関室が浸水し、73メートルの海底に沈んでいることが確認された。潜水艦救難艦ファルコン (USS Falcon, ASR-2) が乗組員を救助し、スカルピンはスコーラスの横に位置してダイバーの支援を担当した。スカルピンはポーツマス湾へのアプローチを探り、スコーラス浮揚のためのチャート図を提供した。
スコーラス救助の支援に続いて、スカルピンは太平洋艦隊に配属されるまで大西洋岸での定時訓練に従事した。1940年1月28日にポーツマス海軍造船所を出航し、3月6日にカリフォルニア州サンディエゴに到着した。3月9日に真珠湾に到着、続く18ヶ月間、同地を拠点として活動した。1941年10月23日に真珠湾を出航し、11月8日にマニラに到着、その後は戦争が始まるまで艦長ルシウス・H・チャペル少佐（アナポリス1927年組）の指揮下、カヴィテを拠点として沿岸での作戦活動および定時訓練に従事した。

### 第1、第2の哨戒 1941年12月 - 1942年2月
1941年12月8日、スカルピンは最初の哨戒でシーウルフ (USS Seawolf, SS-197) とともにルソン島近海に向かった。カヴィテを出航後、水上機母艦ラングレー (USS Langley, AV-3) および給油艦ペコス (USS Pecos, AO-6) を護衛してサンベルナルジノ海峡を通過した。ラングレー、ペコスと分離後、12月10日にラモン湾の担当海域に到着した。しかし、天候が良くなかったので哨戒海域をアパリ近海に変更し、12月21日に到着した。その3日後、日本軍の部隊がラモン湾に進攻した。アパリ沖では目標を発見したものの、よい攻撃態勢を取れなかった。スカルピンは同じ海域で哨戒していたターポン (USS Tarpon, SS-175) と会合し、ターポンにラモン湾へ向かうよう指示を出した。哨戒中にマニラは陥落。1月22日、スカルピンは45日間の行動を終えてジャワ島のスラバヤに帰投した。
1月30日、スカルピンは2回目の哨戒でモルッカ海、セレベス島方面に向かった。この頃、日本軍はマカッサルを攻略すべく、ケンダリに部隊を集結させつつあった。2月4日、スカルピンはケンダリ南方、スターリング湾沖で哨戒中の駆逐艦涼風に対して魚雷3本を発射し、うち1本が涼風の右舷前方に命中し損傷を与えた。そのうちにマカッサルに向かう攻略部隊が行動を開始し、スカルピンは3日後の2月7日にこれを迎撃。駆逐艦へ接近し雷撃したが、接近を察知され潜航。6隻の駆逐艦による4時間にも及ぶ激しい爆雷攻撃を回避したあと浮上、スカルピンは駆逐艦満潮の追撃を振り切って戦場を離脱した。2月17日の晩には浮上して攻撃を行おうとしたところを察知され潜航、爆雷攻撃を受け、右舷の主制御器および右舷の推進軸を損傷した。2月28日、スカルピンは29日間の行動を終えてフリーマントルに帰投。南西潜水艦部隊司令官チャールズ・A・ロックウッド少将（アナポリス1912年組）の指揮下に入った。

### 第3、第4の哨戒 1942年3月 - 7月
3月13日、スカルピンは3回目の哨戒でバンダ海方面に向かった。3月24日から2日間、スカルピンはケンダリ沖での哨戒したあと別の海域に移動。3月27日から28日にかけて、スカルピンは大型貨物船に対して魚雷3本を発射する。しかし、魚雷は目標に対して直進したものの深く沈み、貨物船の下を通過した。同様の出来事は4月1日夜の雷撃でも生じた。スカルピンは多くの姉妹艦同様、戦争の初期において魚雷誘導装置の不調に悩まされた。4月27日、スカルピンは45日間の行動を終えてフリーマントルに帰投した。
5月29日、スカルピンは4回目の哨戒で南シナ海に向かった。6月8日、スカルピンはモルッカ海で貨物船への攻撃を行ったが、魚雷の故障により再び失敗した。護衛艦からの爆雷攻撃によりスカルピンは潜航し、貨物船は脱出に成功した。6月13日にはバラバク海峡の近くで貨物船に魚雷攻撃を行い、速度を低下させたものの搭載砲によって反撃された。貨物船に続く2隻のタンカーに対して攻撃を行ったが、そのうちの1隻のタンカーの体当たりを防ぐため潜航を余儀なくされた。スカルピンは夕暮れに浮上して貨物船を追跡したものの、敵の正確な砲撃によって追い払われた。スカルピンは目標をタンカーに変更し、攻撃によりタンカーは激しく煙を生じたと見えたが、沈没は確認できなかった。6月19日の早朝、スカルピンはインドシナ半島バレラ岬沖で貨物船に対して雷撃を行い、煙突の前方に命中弾を与えたように見えた。2度目の大きな爆発音が聞こえ、貨物船は前方ハッチから煙を上げて海岸に進んでいったと思われた。7月7日にはシブツ海峡でタンカーに対して魚雷を発射し、1本が命中したと判定された。7月17日、スカルピンは48日間の行動を終えてフリーマントルに帰投。7月20日から23日までアルバニー近海でオランダ軽巡洋艦トロンプ (HNLMS Tromp) と対潜訓練を行った後、ブリスベンを基地とするアーサー・S・カーペンダー少将率いる南西太平洋海軍部隊指揮下の第2潜水部隊（ラルフ・クリスティ大佐）に編入されることとなり、8月13日にフリーマントルを出港して8月26日にブリスベンに到着した。

### 第5、第6の哨戒 1942年9月 - 1943年1月
9月2日、スカルピンは5回目の哨戒でビスマルク諸島方面に向かった。ニューアイルランド島での哨戒任務後、スカルピンは日本船団の探索を始めた。9月28日、スカルピンはニューブリテン島ランバート岬沖で水上機母艦日進とタンカーを発見して雷撃し、日進に損傷を与えたが、駆逐艦による攻撃を受け潜航する。スカルピンは3時間の爆雷攻撃で小規模の損傷を受けた。10月7日昼ごろ、スカルピンは南緯03度46分 東経151度20分 / 南緯3.767度 東経151.333度のラバウル近海で沖輸送第一船団を発見し、「病院船」波上丸（大阪商船、4,731トン）に対して魚雷3本を発射。うち1本を波上丸の左舷に命中させ撃沈した。スカルピンは護衛の駆逐艦高波の反撃を回避し、同海域に留まった。1週間後の10月14日、スカルピンはラバウルとカビエン間の航路において3隻の船から成る輸送船団を発見。南緯03度15分 東経149度50分 / 南緯3.250度 東経149.833度のカビエン南西約75カイリ地点で陸軍船住吉丸（日之出汽船、1,921トン）に対して魚雷4本を発射し、これを撃沈。スカルピンは戦場を離脱した。10月18日昼、スカルピンは南緯05度27分 東経156度01分 / 南緯5.450度 東経156.017度付近のショートランド諸島南方で、軍艦旗を翻した艦隊か船団、特設巡洋艦に対して最後の魚雷を4本発射した。木俣滋郎『日本水雷戦史』210ページでは、この時スカルピンが攻撃したのはガダルカナル島への高速輸送作戦を終えて帰投中の第三水雷戦隊（橋本信太郎少将）と第四水雷戦隊（高間完少将）で、スカルピンは中央列の軽巡洋艦に向けて魚雷3本を発射し、魚雷のうち1本は軽巡洋艦川内をかすめて、川内の後ろを航行していた由良の左舷前部に命中したものの爆発はしなかった、とする。しかし、この日実際に由良に対して攻撃したのはチョイセル島沖にいたグランパス (USS Grampus, SS-207) であった。10月26日、スカルピンは54日間の行動を終えてブリスベンに帰投した。
11月18日、スカルピンは6回目の哨戒でニューブリテン島およびトラック諸島方面に向かった。12月11日に日本軍機による攻撃を受け、これを回避。12月17日夜から18日にかけては暗号により日本の空母を待ち伏せ追跡したが、14キロまで接近したとき2隻の駆逐艦からサーチライトの照射を浴び、次いで砲撃を受けた。スカルピンは潜航し無音で敵の爆雷攻撃およびソナーによる探索を回避した。翌12月19日夜には、駆逐艦に護衛されたタンカーに対して魚雷を発射。2つの命中音が聞こえたが撃沈は確認できなかった。1943年1月8日、スカルピンは52日間の行動を終えて真珠湾に帰投。続いてサンフランシスコに回航され、ベスレヘム・スチールで3ヵ月のオーバーホールに入った。真珠湾には5月9日に到着した。

### 第7、第8の哨戒 1943年5月 - 9月
5月24日、スカルピンは7回目の哨戒で日本近海に向かった。6月9日夜、スカルピンは北緯31度30分 東経143度10分 / 北緯31.500度 東経143.167度の東京湾南方、孀婦岩近海で、駆逐艦2隻を伴った空母飛鷹を発見。6,400メートルの遠距離ながら魚雷4本を発射したが、1本は途中で爆発し、残りは命中しなかった。スカルピンは2回目の攻撃準備を急いだが、その間に飛鷹は去っていった。6月14日、スカルピンは貨物船を攻撃し、損傷を与えたと判断されたが、護衛艦の攻撃を回避するため無音潜航を余儀なくされた。6月19日、スカルピンは犬吠埼沖で海軍徴傭漁船第一宮庄丸（宮内庄助、79トン）と特設監視艇相模丸（神奈川県、135トン）を砲撃により撃沈した。スカルピンは、哨戒の残り期間は東北地方沿岸で行動し、何隻かの好目標を発見したものの、それらの船は海岸近くを航行しており攻撃はできなかった。7月4日、スカルピンは41日間の行動を終えてミッドウェー島に帰投した。
7月25日、スカルピンは8回目の哨戒で東シナ海および台湾海峡方面に向かった。8月9日朝、スカルピンは北緯24度59分 東経122度10分 / 北緯24.983度 東経122.167度の地点で、高雄に向かっていたタ702船団を発見し、貨客船浙江丸（大阪商船、3,183トン）を撃沈した。8月16日および17日には台湾海峡において対潜哨戒艇の攻撃を回避する。8月21日には北緯24度40分 東経123度35分 / 北緯24.667度 東経123.583度の地点で小型船37隻を引き連れて航行中の貨物船を発見、魚雷3本を発射したがいずれも不発であった。護衛艦が直ちに反撃しスカルピンは潜航を余儀なくされ、爆雷攻撃の間に貨物船は逃走した。同様の魚雷の故障は9月1日にも生じ、魚雷が船体に命中して生じた水煙は確認できたものの、爆発は生じなかった。スカルピンは護衛艦の反撃を避けるべく直ちに離脱した。その後は南鳥島の偵察を行った。9月17日、スカルピンは54日間の行動を終えてミッドウェー島に帰投。短期オーバーホールのため真珠湾に回航された。艦長がフレッド・コナウェイ中佐（アナポリス1932年組）に代わった。

### 第9の哨戒 1943年11月
11月5日、スカルピンは9回目の哨戒でシーレイヴン (USS Searaven, SS-196) 、スピアフィッシュ (USS Spearfish, SS-190) 、アポゴン (USS Apogon, SS-308) とウルフパックを組んでトラック近海に向かった。折りしもギルバート諸島攻略のガルヴァニック作戦が発動され、作戦の障害となる日本艦隊を待ち伏せて攻撃するため、スカルピン以下の潜水艦は、スカルピンに乗艦した第44潜水隊指令ジョン・P・クロムウェル大佐の指揮下、ウルトラ情報に基づいてトラック諸島出入り口の各水道を哨戒することとなっていた。スカルピンは11月7日にジョンストン島で燃料を補給した後に、指定された海域に到着した。11月29日にクロムウェル大佐に対して任務が命じられたが、スカルピンからの応答は無かった。命令は48時間後に繰り返されたが、やはり応答は無く、スカルピンは12月30日に喪失が推定され、1944年3月25日に除籍された。スカルピンの最後の哨戒の詳細は、日本側の記録や戦後、捕虜収容所から解放された生き残りの乗組員によって明らかにされた。

### スカルピンの最期

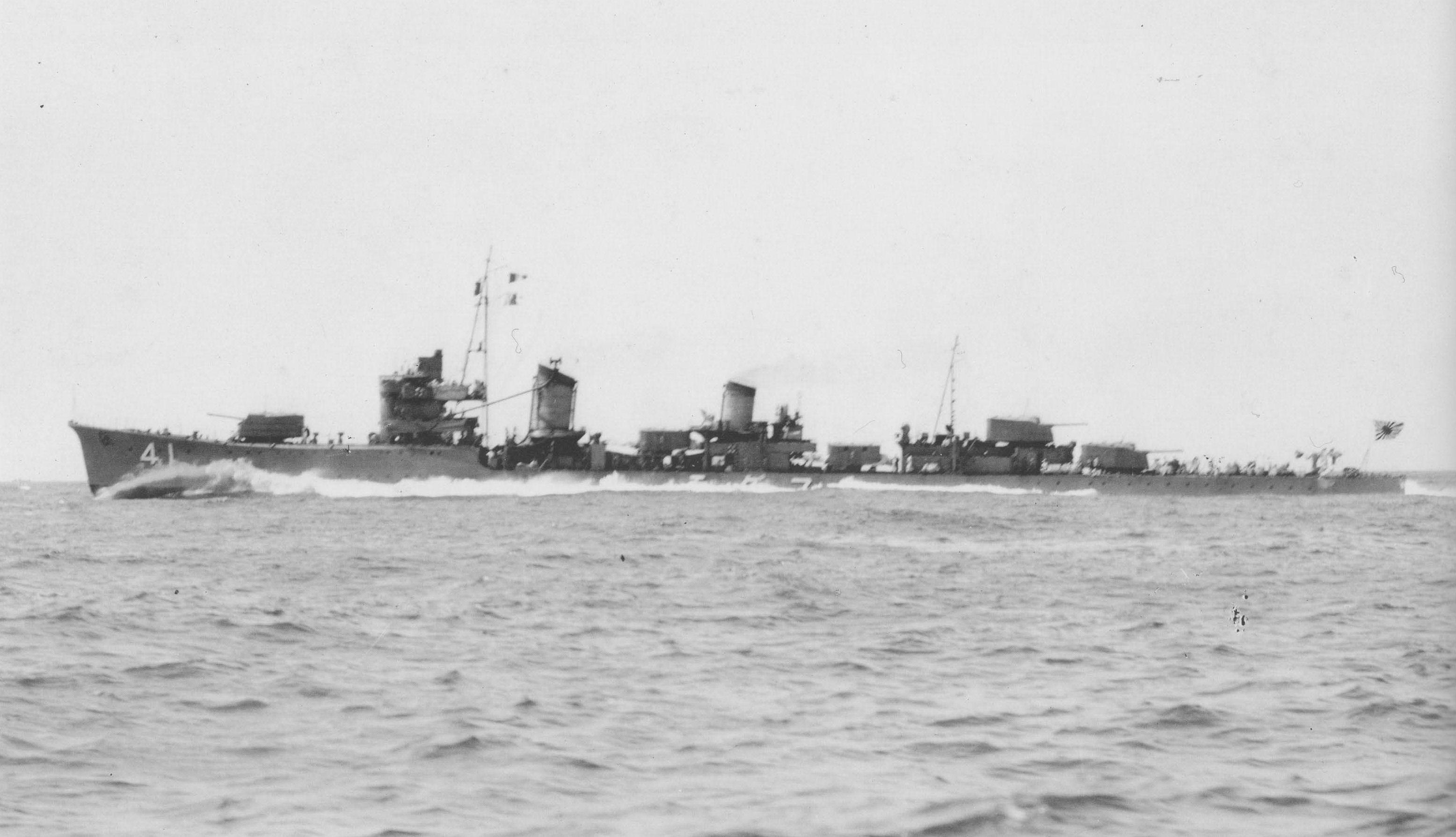
駆逐艦山雲（1939年）

11月16日、スカルピンは担当海域に到着した。2日後の11月18日夜、スカルピンはトラック北方で大規模高速船団をレーダーで探知し、重要な艦隊か船団と見て追跡した。スカルピンが追ったこの船団の正体はギルバート方面への増援部隊や支援の艦隊ではなく、日本本土へ帰る練習巡洋艦鹿島と潜水母艦長鯨、そしてその護衛の駆逐艦若月と山雲であった。翌11月19日未明、スカルピンは浮上航行し攻撃位置を取ったものの、その時点で山雲に発見されていた。船団がジグザグのコースで向かってきたため潜航を余儀なくされた。間もなく山雲がスカルピンに追いついて、爆雷を3発ずつ2度にわたって投下。さらに間をおいて爆雷10発を投下した。この攻撃でスカルピンは測深機を損傷し、その他の小被害が生じた。スカルピンは駆逐艦によるスコールの様な攻撃を回避し、潜望鏡深度への浮上を試みた。今回の被害は大きく、深度をコントロールすることが不能となる。結果としてスカルピンは船体内にかなりの漏水が生じ、安全深度で潜航した。11時9分ごろに一度は水面上に浮上したものの、山雲が至近にいたのでスカルピンは直ちに潜航した。山雲は3度にわたって合計17発の爆雷を投下。大量の浸水は深度を維持するため最高速での航行を強いることとなる。これにより山雲はソナーによりスカルピンを容易に追跡できることとなった。2度目の爆雷攻撃はスカルピンのソナーを破壊し、スカルピンは盲目状態にあった。12時56分、コナウェイ艦長は艦を水面に浮上させ、生き残るためのチャンスを与えることを決定した。甲板はまだ冠水し潜望鏡は破損、スカルピンの艦載砲は駆逐艦の主砲に対抗できるものではなかった。
スカルピンの浮上を待っていたかのように、山雲は真横にいるスカルピンに対して砲撃と機銃掃射を開始。これらの砲弾が司令塔を直撃し、コナウェイ艦長を含む艦橋にいた乗組員が死亡。また破片により砲手も死亡した。機銃の射手は負傷しつつも唯一の反撃を続けていたが、山雲の砲撃の結果、スカルピンは後部から炎上し始めた。ここに至って、生き残ったスカルピンの先任士官は自沈を命じた。彼は排水弁を開く前にクロムウェル大佐に報告を行った。大佐は来るべきガルヴァニック作戦およびその後の作戦に関する重要な情報を知っており、拷問や薬物によってこれらの情報を自白することを恐れた。彼は放棄されたスカルピンからの脱出を拒絶し、自らの命を捧げた。クロムウェル大佐はこの英雄的行動により死後名誉勲章を受章した。スカルピンの乗組員のうち、士官3名を含む42名は山雲によって救助され、1名の重傷者はその容体から救助されなかった。以前、山雲は護衛していた大型輸送船龍田丸を米潜水艦の襲撃で撃沈された経験があり（龍田丸は乗組員便乗者約1500名全員戦死）、山雲の乗組員は龍田丸の仇を討とうとした。しかし、小野四郎山雲駆逐艦長はスカルピンの生存者救助を実施し、艦上でコーヒーとトーストを与えたという。
スカルピンの生存者はトラック島の日本軍基地で約十日間の尋問を受け、救助した駆逐艦の名前を "YOKOHAMA" と教えられた。その後2隻の空母冲鷹と雲鷹に分乗して日本本土へ連行された。12月2日、冲鷹はアメリカ潜水艦セイルフィッシュに撃沈された。この攻撃で冲鷹に乗艦のアメリカ兵捕虜20名の内19名が死亡し、残る1名は通過する日本軍駆逐艦（浦風もしくは漣）の船体梯子を掴んで救助された。皮肉にもセイルフィッシュは - 当時はスコーラスの艦名であった - 4年半前にスカルピンが救助を支援した艦であった。雲鷹に乗艦した21名の乗組員は12月5日に日本に到着、大船収容所や東京俘虜収容所（大森）に収容。さらなる尋問の後、終戦まで足尾銅山で使役された。
スカルピンは第二次世界大戦の戦功で8個の従軍星章を受章し、加えてフィリピン共和国殊勲部隊章を受章した。